# À bâtons rompus
Pour plus de détails, voir Fiche technique et Distribution.
À bâtons rompus (en russe : Печки-лавочки, Petchki-lavotchki) est un film soviétique réalisé en 1972 par Vassili Choukchine qui signe également le scénario. Le film est tourné dans le village Shulgin Log sur les rives de la rivière Katoun.

## Synopsis
D'un kolkhoze reculé de l'Altaï, Ivan Rastorgouïev et sa femme Nina partent pour une station thermale sur la mer Noire. Ils laissent derrière eux la vie villageoise, les champs à perte de vue, leurs amis, des tablées chantant les chansons populaires. Leur voyage dans le train est ponctué de situations tragicomiques provoquées par le décalage entre la mentalité de paysan et citadin. Ils y rencontrent un charmant voleur qui se fait passer auprès d'eux pour un ingénieur ferroviaire, leur fait boire du Cognac trouvé dans une valise dérobée dont il inspecte le contenu sur le champ, et s'enfuit à l'arrivée de la milice lancée à ses trousses. S'apercevant de leur erreur, les Rastorgouïev deviennent extrêmement méfiants et voient les criminels partout. Ainsi, ils mettent du temps à faire confiance au professeur linguiste qui se joint à eux dans le compartiment. Mais le brave homme finit par briser la glace et les invite à passer quelques jours chez lui à Moscou. Les Rastorgouïev y découvrent le quotidien d'une famille d'intellectuels et une multitude d'objets dont ils ne soupçonnaient pas l’existence. Ivan se trouve même invité à une conférence linguistique où il raconte devant un parterre médusé une anecdote de sa jeunesse. Puis, le couple poursuit son chemin vers la mer.

## Fiche technique
- Titre du film : À bâtons rompus
- Titre original : Печки-лавочки, Petchki-lavotchki
- Réalisation et scénario : Vassili Choukchine
- Photographie : Anatoli Zabolotski
- Direction artistique : Piotr Pachkevitch
- Décors : Boris Doukcht
- Montage : Natalia Loguinova
- Costumes : Iakov Rivoch
- Maquillage : Vadim Zakharychenko
- Musique : Pavel Tchekalov
- Son : Alexandre Matveienko
- Production : Gorki Film Studio
- Format : noir et blanc - 35 mm - 2.35 : 1 - Mono
- Durée : 96 minutes
- Genre : comédie dramatique
- Pays d'origine : URSS
- Date de sortie : 25 mars 1972

## Distribution
- Vassili Choukchine : Ivan Rastorgouïev
- Lydia Fedosseïeva-Choukchina (ru) : Nina Rastorgouïeva
- Gueorgui Bourkov : voleur dans le train
- Vsevolod Sanaev : Sergueï Stepanov, professeur linguiste de Moscou
- Zinovi Gerdt : ami du professeur
- Elizaveta Ouvarova : femme du professeur
- Stanislav Liubchine : fils du professeur
- Lioubov Mychina : belle-fille du professeur
- Ivan Ryjov : chef du wagon
- Vadim Zakharchenko : voyageur dans le train
- Lioubov Sokolova : chef du wagon
- Alexeï Loktev : enquêteur judiciaire
- Viktor Filippov (ru) : sergent de milice
- Youri Filimonov (ru) : médecin en chef de la station thermale
- Valentina Koutsenko (ru) : Irina, femme à la station thermale
- Leonid Yengibarov : artiste, l'invité chez le professeur
- Ksenia Minina (ru) : Ksenia, villageoise, amie des Rastorgouïev
- Vadim Spiridonov : Vassili Tchoulkov, villageois, ami des Rastorgouïev, mari de Ksenia
- Liudmila Zaïtseva (en) : Liudmila, sœur d'Ivan Rastorgouïev
- Elena Sanaïeva (en) : Lena Stepanova, voyageuse dans le train
- Panteleimon Krymov (ru) : Lev Kazimirovitch, villageois
- Natalia Gvozdikova (ru) : Natacha, étudiante dans le train